# 東京デスティニー
「東京デスティニー」（とうきょうデスティニー）は、ポルノグラフィティの楽曲。同バンド39作目のシングルとして2013年10月16日にSME Recordsから発売された。

## 解説
前作「青春花道」同様に1980年代の雰囲気を意識した楽曲で、「青春花道」が「昼」をイメージしたのに対して本曲は「夜」をイメージしたものとなっている。

### CDシングル
2013年3作目のシングルであり、2ヶ月連続シングルリリースの第2弾。また同年11月20日リリースのシングルベストアルバム『PORNOGRAFFITTI 15th Anniversary "ALL TIME SINGLES"』の先行シングルとなる。
CDのみの通常盤と、DVDが付属する初回生産限定盤の2種類がリリースされた。

## 収録曲

### Disc 1(CD)
全作曲:岡野昭仁
| #  | タイトル                                                                           | 作詞     | 作曲・編曲 | 編曲                      | 時間 |
| -- | ---------------------------------------------------------------------------------- | -------- | ---------- | ------------------------- | ---- |
| 1. | 「東京デスティニー」(TBS系列『COUNT DOWN TV』2013年10月・11月度オープニングテーマ) | 岡野昭仁 |            | 宗本康兵, Porno Graffitti | 5:01 |
| 2. | 「ダリア」                                                                         | 岡野昭仁 |            | tasuku, Porno Graffitti   | 3:30 |
| 3. | 「Mission of the Far East (instrumental)」                                         | -        |            | tasuku, Porno Graffitti   | 2:34 |
| 4. | 「東京デスティニー (オリジナル・カラオケ)」                                        |          |            |                           | 5:01 |

### Disc 2(DVD)
1. PORNOGRAFFITTI in KOREA & TAIWAN 2013

初回生産限定盤のみ

## 収録アルバム
- PORNOGRAFFITTI 15th Anniversary "ALL TIME SINGLES" (#1)